# باشگاه فوتبال مولودیه قسنطینه
باشگاه فوتبال مولودیه قسنطینه (عربی: مولودية قسنطينة) یا باشگاه فوتبال در شهر قسنطینه، الجزایر است.
این باشگاه که در سال ۱۹۳۹ تأسیس شده سابقه یک قهرمانی در لیگ حرفه‌ای فوتبال الجزایر (۱۹۹۱) و سه نایب قهرمانی در جام حذفی فوتبال الجزایر را در کارنامه دارد.